# Бжускі-Татари
Бжускі-Татари (пол. Brzóski-Tatary) — село в Польщі, у гміні Високе-Мазовецьке Високомазовецького повіту Підляського воєводства.
Населення — 99 осіб (2011).
У 1975-1998 роках село належало до Ломжинського воєводства.

## Демографія
Демографічна структура станом на 31 березня 2011 року:
|          | Загалом | Допрацездатний вік | Працездатний вік | Постпрацездатний вік |
| -------- | ------- | ------------------ | ---------------- | -------------------- |
| Чоловіки | 50      | 13                 | 34               | 3                    |
| Жінки    | 49      | 5                  | 32               | 12                   |
| Разом    | 99      | 18                 | 66               | 15                   |